# Улпан
Улпан (каз. Ұлпан) — село в Шалкарском районе Актюбинской области Казахстана. Входит в состав Кауылжырского сельского округа. Код КАТО — 156443900.

## Население
В 1999 году население села составляло 101 человек (46 мужчин и 55 женщин). По данным переписи 2009 года, в селе проживало 189 человек (96 мужчин и 93 женщины).